# Airelle Besson

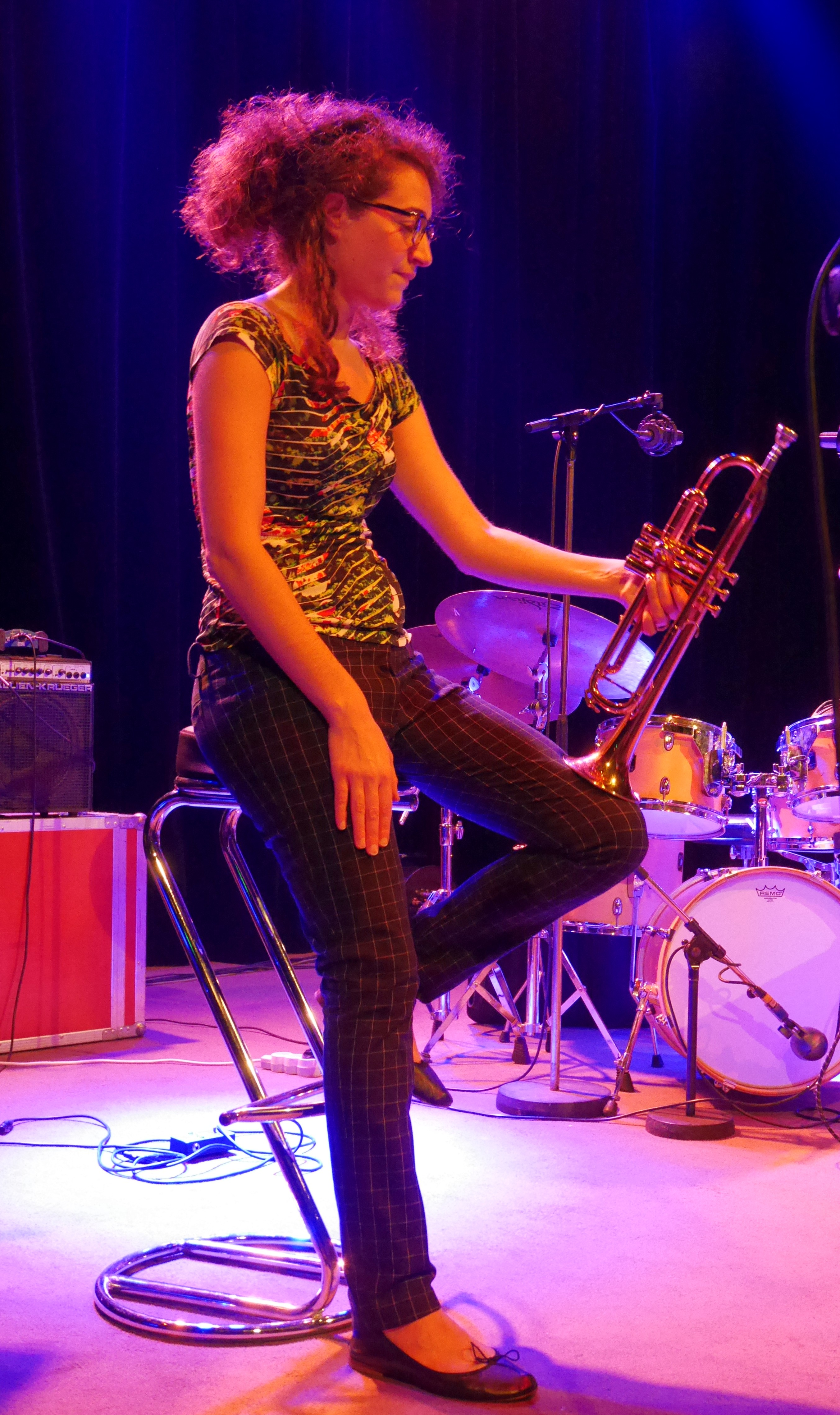
Airelle Besson (2015)

Airelle Besson (* 23. März 1978 in Paris) ist eine französische Jazztrompeterin. Sie spielt auch Flügelhorn, Clairon und gelegentlich Violine.

## Leben und Wirken
Besson, die zunächst Violine spielte, begann mit sieben Jahren Trompete zu spielen. Sie studierte zunächst am Conservatoire national de région (CNR) in Paris; 2002 erhielt sie den ersten Preis im Bereich Jazz am Conservatoire National Supérieur de Musique de Paris. Sie spielte u. a. mit Charlie Haden, Carla Bley, Kenny Werner, Dave Liebman, Daniel Humair, Rhoda Scott, John Abercrombie, Riccardo Del Fra, Nelson Veras, Gabor Gado, Baptiste Trotignon und Michel Portal. Ferner arbeitete sie mit dem Orchestre National de Jazz, der Big Band Lumière von Laurent Cugny und den Projekten Sacre du Tympan von Fred Pallem, Pandémonium von François Jeanneau, Gros Cube von Alban Darche. Außerdem wirkte sie 2008/09 am Tanzprojekt Pitié (Alain Platel/Fabrizio Cassol) mit, einer Adaptation der Matthäus-Passion von Johann Sebastian Bach. Seit 2015 lernt sie zusätzlich an der Musikhochschule das Dirigieren.
Erste Aufnahmen entstanden 2000 mit dem European Jazz Youth Orchestra unter Leitung von Helge Albin (Swinging Europe 3). In den folgenden Jahren spielte sie in der Big Band von François Laudet, in der in Angers ansässigen Band Lo'jo (Cosmophono, 2009) und war Mitglied im Septett von Éric Barret. Ihr Quartett Radio One bildete sie mit der schwedischen Sängerin Isabel Sörling, Benjamin Moussay an den Keyboards und Fabrice Moreau am Schlagzeug. Auch arbeitete sie im Duo mit dem Cellisten Vincent Ségal sowie dem Akkordeonisten Lionel Suarez; mit beiden und dem Perkussionisten Minino Garay gründete sie das Quarteto Gardel. Im Bereich des Jazz war sie zwischen 2000 und 2015 an wenigstens 17 Aufnahmesessions beteiligt, etwa mit dem Magic Malik Orchestra (Saoule), mit Didier Levallet, mit Gros Cube und auch mit Sarah Murcias (Caroline).

## Preise und Auszeichnungen
2003 wurde sie mit dem Quintett Rockingchair, das sie mit Sylvain Rifflet leitete, auf dem La Défense Jazz Festival ausgezeichnet, sowohl mit dem Kompositions- als auch mit dem Solisten-Preis. Das gleichnamige erste Album der Band wurde von der französischen Fachpresse vielfach ausgezeichnet, u. a. als Album des Jahres von Jazzman. 2008 erhielt sie gemeinsam mit Rifflet den Django d’Or in der Kategorie Neues musikalisches Talent. Auch das zweite Album des Quintetts 1:1 erhielt ähnlich gute Kritiken. 2015 wurde sie mit dem Prix Django Reinhardt der Académie du Jazz als bester Jazzmusiker Frankreichs ausgezeichnet. Zwischen 2014 und 2017 war sie Artist in Residence beim Festival Jazz Sous les Pommiers in Coutances, wo sie auch im Trio mit Sebastian Sternal und Jonas Burgwinkel auftrat.

## Diskographische Hinweise
- Try! (Papillon Jaune, 2021; mit Isabel Sörling, Benjamin Moussay, Fabrice Moreau)
- Airelle Besson, Édouard Ferlet, Stéphane Kerecki – Aïrés (Alpha, 2017)
- Radio One (Naïve, 2016; mit Isabel Sörling, Benjamin Moussay, Fabrice Moreau)[5]
- Airelle Besson, Nelson Veras – Prélude (Naïve, 2014)[6]
- Rockinchair – 1:1 (Enja, 2011; mit Sylvain Rifflet, Julien Omé, Guido Zorn, Nicolas Larmignat, Gilles Olivesi)[7]
- Rockinchair – Premier (Chief Inspector, 2007)